# Mormântul lui Ion Luca Caragiale

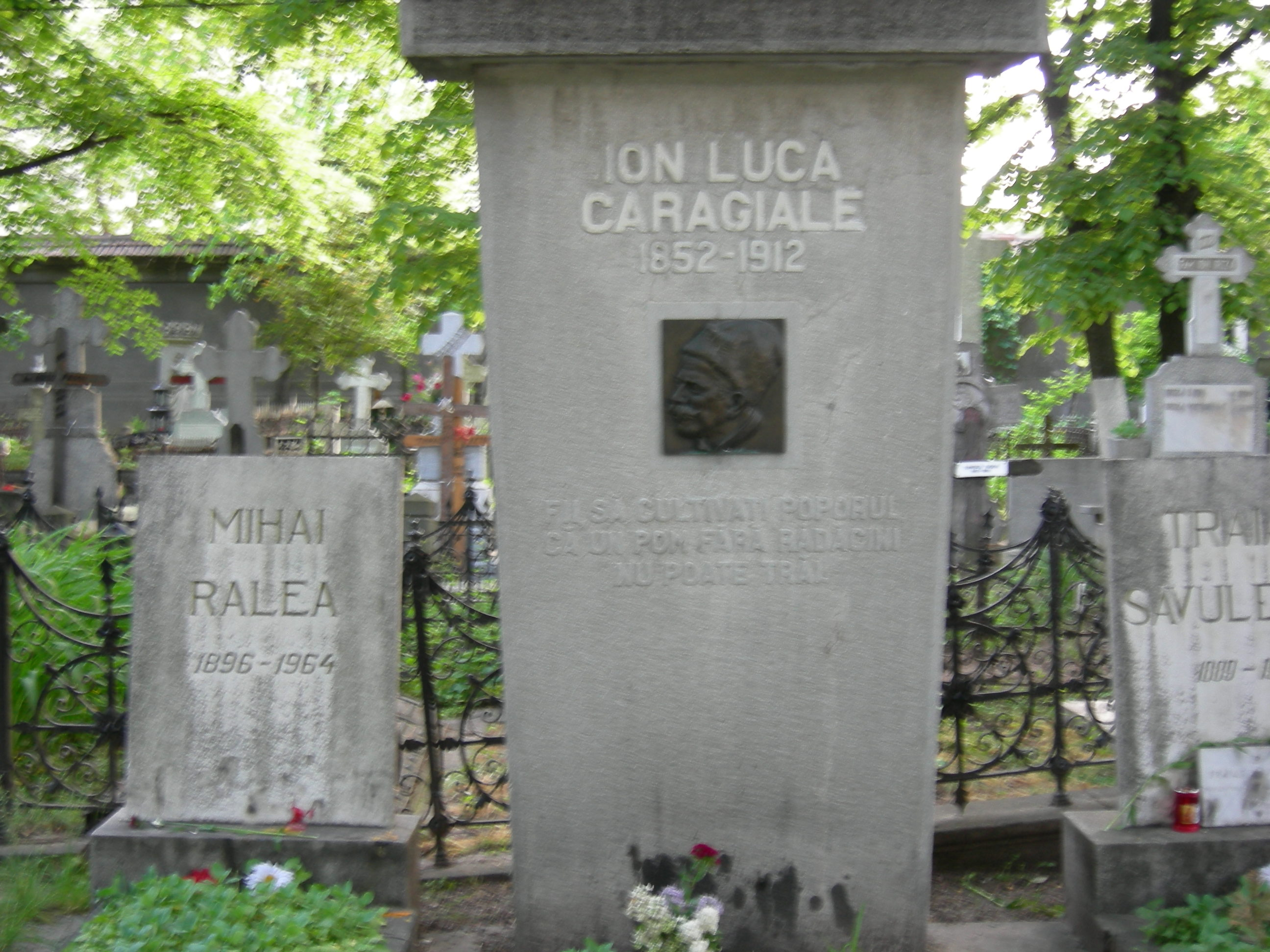
Detaliu cu piatra de căpătâi a lui Caragiale

Mormântul lui Ion Luca Caragiale se află în Cimitirul Șerban Vodă - Bellu din București, la figura 9 (Scriitori), între mormintele lui Mihail Ralea și Traian Săvulescu.
În anul 1912 Caragiale a fost înmormântat în stânga lui Mihai Eminescu, iar în anul 1918, în dreapta lui Eminescu, a fost înmormântat George Coșbuc, lăsându-se un spațiu de cca. 2 metri între morminte. În 1961 comuniștii l-au înmormântat pe Sadoveanu între Eminescu și Coșbuc, iar în 1963 l-au „înghesuit” și pe Traian Săvulescu între Caragiale și Eminescu.
Pe piatra de căpătâi a lui Caragiale este montat un basorelief medalion sculptat de Ion Georgescu și este scris următorul epitaf:
CĂ UN POM FĂRĂ RĂDĂCINI

Mormântul este înscris în Lista monumentelor istorice 2010  din Municipiul București (cod LMI B-IV-m-A-20118.015).